# Charles Juhasz Alvarado
Charles Juhasz Alvarado (Luzon, Filipines, 1965) és un artista portorriqueny, conegut a Catalunya per haver fet una exposició a l'Espai 13 de la Fundació Joan Miró. Juhasz va ser una de les que va marcar la identitat del cicle Un oasi en
el desert blau, de la comissària Michy Marxuach. Com una crítica a la mirada passiva del caribeny, a la noció d'autoria i a la distància generada per les formes de disposició de les obres davant del públic, Marxuach va convidar vint-i-vuit artistes més perquè fessin maquetes que després s'haurien d'observar a través de vint-i-vuit telescopis.